# Cienfuegos (provins)
Provinsen Cienfuegos er en af Cubas provinser med 405.481(2010) indbyggere. Den er lokaliseret i den nordvestlige del af Cuba. Hovedstaden hedder også Cienfuegos.

## Administrativ opdeling
Provinsen er opdelt i 8 kommuner.
| Kommune             | Indbyggertal (2004) | Areal (km²) |
| ------------------- | ------------------- | ----------- |
| Abreus              | 30.330              | 564         |
| Aguada de Pasajeros | 31.687              | 680         |
| Cienfuegos          | 163.824             | 333         |
| Cruces              | 32.139              | 198         |
| Cumanayagua         | 51.435              | 1.099       |
| Lajas               | 22.602              | 430         |
| Palmira             | 33.153              | 318         |
| Rodas               | 33.477              | 552         |